# Albert Vigneau
Albert Vigneau ( 1883 - ¿?) fue un escritor católico francés conocido por sus opiniones antimasónicas después de ser un maestro masón. Nació en 1883 hijo de Marc Vigneau y Rose Bugaret.

## Trayectoria
Vigneau estaba afiliado a la logia Maurice Berteaux, (Obediencia masónica de la Gran Logia de Francia) antes de ser excluido en 1934. Escribió posteriormente un informe sobre este vínculo: La logia masónica.
Durante la ocupación colaboró con Bernard Faÿ en su proyecto de propaganda antimasónica, elaborando un informe sobre el servicio de las sociedades secretas. En 1947, se condenó a 20 años de prisión y murió en la cárcel.
Según Vigneau, las principales actividades de las logias masónicas son la intriga política, el antipatriotismo, y el secularismo en el sentido más peyorativo del término. Afirmó que durante una sesión de la logia Jean Jaurès, un masón de grado 33 había defendido la posibilidad del asesinato político para defender a la República amenazada.

## Obras
- La Loge Maçonnique, Paris, 1935.
- Le Grand Œuvre Maçonnique.

Con Vivienne Orland
- La F.: M.: danger social. Français ! Voici les forces occultes qui vous mènent... Paris, Editions Baudinière, 1936.
- Sous le triangle, Paris, 1935.
- Franc-Maçonnerie rouge, Baudinière, Paris, 1937.
- F. M. et front populaire, Paris, 1937. Texto en línea